# Гіллмар-Ірвін (Каліфорнія)
Гіллмар-Ірвін (англ. Hilmar-Irwin) — переписна місцевість (CDP) в США, в окрузі Мерсед штату Каліфорнія. Населення — 5164 особи (2020).

## Географія
Гіллмар-Ірвін розташований за координатами 37°24′16″ пн. ш. 120°51′2″ зх. д. / 37.40444° пн. ш. 120.85056° зх. д. (37.404541, -120.850423).  За даними Бюро перепису населення США в 2010 році переписна місцевість мала площу 10,17 км², уся площа — суходіл.

## Демографія
Згідно з переписом 2010 року, у переписній місцевості мешкало 5197 осіб у 1755 домогосподарствах у складі 1393 родин. Густота населення становила 511 особа/км².  Було 1841 помешкання (181/км²).
Расовий склад населення:
| - 86,1 % — білих - 1,7 % — азіатів - 0,4 % — корінних американців - 0,3 % — чорних або афроамериканців - 8,4 % — осіб інших рас |

До двох чи більше рас належало 3,0 %. Частка іспаномовних становила 17,6 % від усіх жителів.
За віковим діапазоном населення розподілялося таким чином: 26,7 % — особи молодші 18 років, 59,6 % — особи у віці 18—64 років, 13,7 % — особи у віці 65 років та старші. Медіана віку мешканця становила 36,2 року. На 100 осіб жіночої статі у переписній місцевості припадало 96,9 чоловіків;  на 100 жінок у віці від 18 років та старших — 91,8 чоловіків також старших 18 років.
Середній дохід на одне домашнє господарство  становив 79 811 долар США (медіана — 54 878), а середній дохід на одну сім'ю — 91 618 доларів (медіана — 58 031). Медіана доходів становила 50 156 доларів для чоловіків та 34 167 доларів для жінок. За межею бідності перебувало 2,6 % осіб, у тому числі 5,4 % дітей у віці до 18 років та 0,0 % осіб у віці 65 років та старших.
Цивільне працевлаштоване населення становило 2489 осіб. Основні галузі зайнятості: освіта, охорона здоров'я та соціальна допомога — 21,0 %, виробництво — 17,6 %, роздрібна торгівля — 15,9 %.